# 파이어폭스 포터블

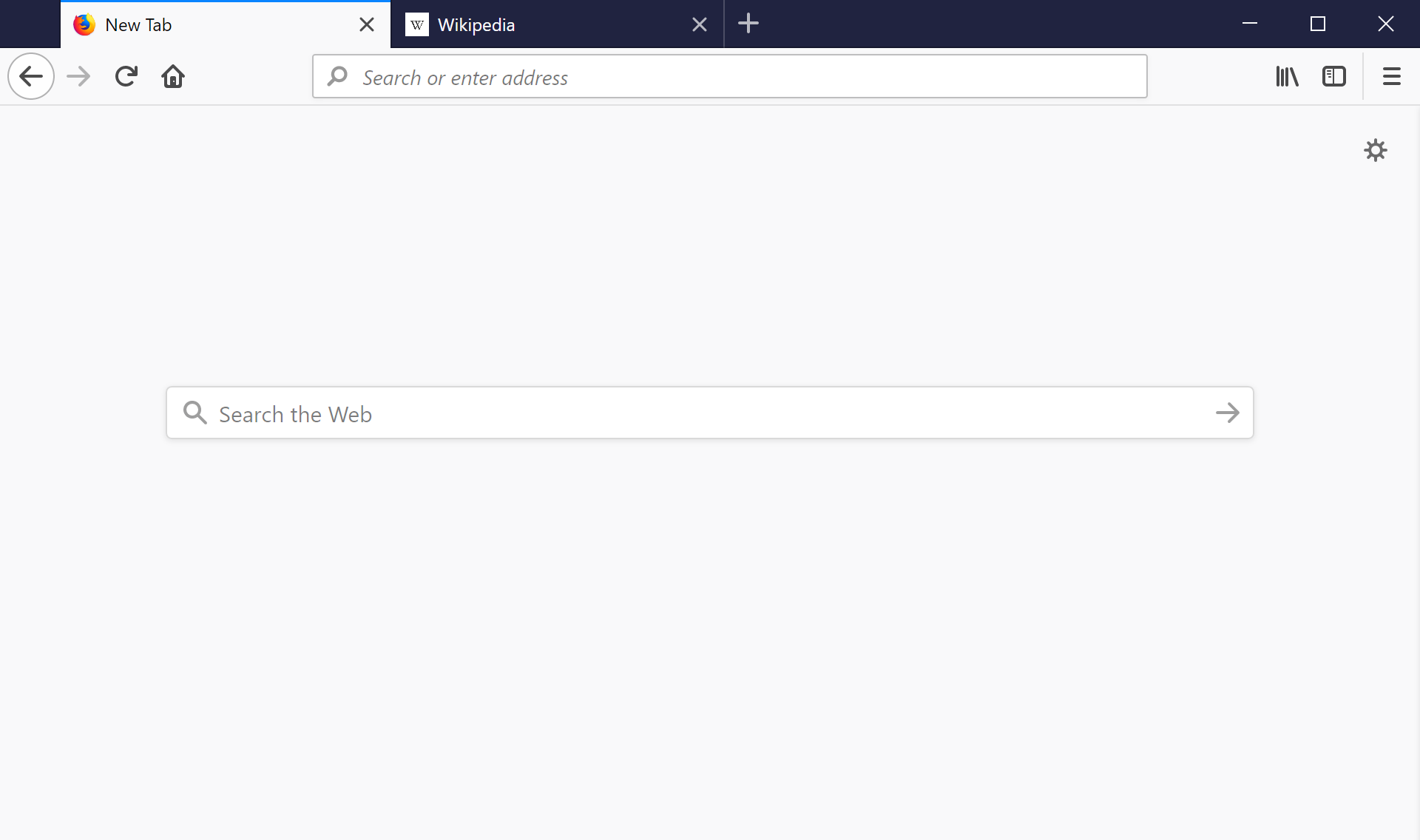

파이어폭스 포터블(Firefox Portable), 모질라 파이어폭스, 포터블 에디션(Mozilla Firefox, Portable Edition, 이전 명칭: Portable Firefox, 포터블 파이어폭스)은 존 T. 할러(John T. Haller)가 만든 모질라 파이어폭스의 리패키지 버전이다. 이 응용 프로그램을 사용하면 마이크로소프트 윈도우 컴퓨터 또는 와인을 실행하는 리눅스/유닉스 컴퓨터의 USB 플래시 드라이브, CD-ROM 또는 기타 휴대용 장치에서 파이어폭스를 실행할 수 있다. 이 프로그램은 컴퓨터에 파이어폭스를 설치할 필요가 없으며 컴퓨터에 개인 정보를 남기거나 설치된 파이어폭스 버전을 방해하지 않는다. 그러나 컴퓨터의 데이터 저장 장치에 설치하는 것은 가능하다. 이 프로그램은 완전히 이식 가능하지 않으며 기본적으로 파이어폭스의 여러 인스턴스를 실행할 수 없다.
윈도우 7, 윈도우 8, 윈도우 10, 윈도우 11 및 유닉스 계열 시스템의 와인과 호환된다. 최신 버전은 WinPE XP 및 BartPE XP와 심각한 호환성 문제가 있지만 이전 버전 2.0.0.20은 윈도우 98, 윈도우 Me, PE XP 및 2000과 호환된다.

## 같이 보기
- 모질라 파이어폭스
- PortableApps.com
- 워터폭스